# Frank White (baseballista)
Frank White Jr. (ur. 4 września 1950) – amerykański baseballista, który występował na pozycji drugobazowego.
W lipcu 1970 podpisał kontrakt jako wolny agent z Kansas City Royals i początkowo grał w klubach farmerskich tego zespołu, między innymi w Omaha Royals, reprezentującym poziom Triple-A. W Major League Baseball zadebiutował 12 czerwca 1973 w meczu przeciwko  Baltimore Orioles. W 1977 po raz pierwszy otrzymał Rawlings Gold Glove Award, zaś rok później po raz pierwszy wystąpił w Meczu Gwiazd.
W sezonie 1980 wystąpił we wszystkich meczach American League Championship Series, w których Royals pokonali New York Yankees 3–0 i uzyskali pierwszy w historii awans do World Series; White uzyskał średnią uderzeń 0,545, zaliczył 3 RBI i został wybrany najbardziej wartościowym zawodnikiem serii. W World Series Royals przegrali z Philadelphia Phillies w sześciu meczach. W 1985 zdobył mistrzowski tytuł World Series. White ustanowił rekord MLB, występując z trzeciobazowym George’em Brettem w 1914 meczach. Karierę zawodniczą zakończył w 1990 roku.
W późniejszym okresie był między innymi trenerem pierwszej bazy w Boston Red Sox (1994–1996) i menadżerem zespołu farmerskiego Kansas City Royals Wichita Wranglers (2004–2006). W styczniu 2012 został trenerem pierwszej bazy w występującym w niezależnej lidze baseballowej American Association of Independent Professional Baseball zespole Kansas City T-Bones.
| Nagroda/wyróżnienie           | Lata                         | Źródło |
| 5× All-Star                   | 1978, 1979, 1981, 1982, 1986 | [ 1 ]  |
| ALCS MVP                      | 1980                         | [ 3 ]  |
| Zwycięzca w World Series      | 1985                         | [ 4 ]  |
| 8× Gold Glove Award           | 1977–1982, 1986, 1987        | [ 1 ]  |
| Silver Slugger Award          | 1986                         | [ 1 ]  |
| # 20 zastrzeżony przez Royals | 1995                         | [ 8 ]  |